# Хенсель, Марион
Марион Хенсель, также Марион Хензель, собственно Марион Акерманн (фр. Marion Hänsel, Marion Ackermann, 12 февраля 1949, Марсель — 8 июня 2020) — бельгийский кинорежиссёр, актриса, сценарист, продюсер.

## Биография и творчество
Начинала как киноактриса (снималась, среди прочего, у Аньес Варда). Изучала во Франции искусство мима, цирковое искусство, в Бельгии — актёрское искусство. Занималась в студии Ли Страсберга в Нью-Йорке. Сняла в 1970-х годах несколько короткометражных лент.

## Избранная фильмография

#### актриса
- 1969 — Путаница / Palaver
- 1976 — Берта / Berthe
- 1977 — Одна поет, другая нет / L’une chante, l’autre pas

#### актриса, режиссёр и сценарист
- 1982 — Постель / Le Lit

#### режиссёр и сценарист
- 1989 — Маэстро / Il maestro (по роману Марио Сольдати)

#### продюсер, режиссёр и сценарист
- 1985 — Пыль / Dust (по роману Дж. М. Кутзее «В сердце страны», Серебряный лев Венецианского МКФ за лучший режиссёрский дебют)
- 1987 — Варварские свадьбы / Les Noces barbares (по одноимённому роману Яна Кеффелека)
- 1992 — На земле и на небе / Sur la terre comme au ciel (по книге Жако Ван Дормаля, номинация на Хрустальный глобус МКФ в Карловых Варах)
- 1995 — Между злом и синим морем / Between the Devil and the Deep Blue Sea (номинация на Золотую пальмовую ветвь Каннского МКФ, премия Экуменического жюри Каннского МКФ)
- 1998 — Карьер / The Quarry (Большая премия обеих Америк на Монреальском МКФ)
- 2001 — Облака: Письма сыну / Clouds: Letters to My Son (документальный)
- 2006 — Шорох песка / Si le vent soulève les sables (номинация на Золотую раковину Сан-Себастьянского МКФ, специальное упоминание Сан-Себастьянского МКФ)
- 2010 — Чёрный океан / Noir océan
- 2013 — Нежность / La Tendresse

#### продюсер
- 2000 — Почти ничего / Presque Rien
- 2004 — Зимняя жара / 25 degrés en hiver
- 2005 — Ад / L’Enfer
- 2010 — Цирк Колумбия / Cirkus Columbia (номинация на Оскар в категории: Лучший фильм на иностранном языке)

## Признание и награды
Пять номинаций и семь наград на различных международных конкурсах. Женщина года в Бельгии (1987).